# Jean-Baptiste Carpeaux
Jean Baptiste Carpeaux (Valenciennes, 11 de Maio de 1827 — Courbevoie, 12 de Outubro de 1875) foi um pintor e escultor francês.

## Biografia
Filho de um pedreiro, estudou na Escola de Arquitetura de Valenciennes. No ano de 1842, foi para Paris e trabalhou em diversos lugares para pagar alguns cursos para completar a sua formação. Sua situação começa a melhorar quando requisitaram-lhe o bas-relevo decorativo para o palacete, e umas imagens para uma igreja de Pas-de-Calais. Em 1850 entra na fábrica de Duret. Viaja para Roma em 1854 e em 1866 Napoleão III lhe encarrega da decoração escultural de Pavilion of Flora dando assim sua participação como arquiteto imperial Lefuel.

## Algumas de suas obras
- Ugolino e seus filhos (atualmente na coleção permanente do Museu Metropolitano da Arte)(Correção. A escultura Hugolino et ses enfants, de Jean-Baptiste Carpeaux atualmente se encontra em exposição no Petit Palais, em Paris, França).
- A dança (comissão para a ópera Garnier)
- Fisherboy Neapolitan
- Menina com escudo
- Monumento de Antoine Watteau, Valenciennes
- Por que nascer escravo?